# دة قرة تشاي (مقاطعة فامنين)
دة قرة تشاي (بالفارسية: ده قره چای) هي قرية تقع في قسم بيشخور الريفي (مقاطعة فامنين) في إيران. يقدر عدد سكانها بـ 99 نسمة بحسب إحصاء 2016.